# Sabine Enseleit
Sabine Enseleit (* 28. Juni 1970 in Heidenheim an der Brenz) ist eine deutsche Politikerin (CDU, bis 2024 FDP) und seit 2021 Abgeordnete im Landtag von Mecklenburg-Vorpommern.
Sabine Enseleit ist geschäftsführende Gesellschafterin der SE Wirtschaftskommunikation mit Sitz in Hamburg. Das Unternehmen ist spezialisiert auf komplexe Wirtschaftsthemen. An der Hochschule Fresenius in Hamburg lehrt Enseleit Unternehmenskommunikation.
Bei der Landtagswahl in Mecklenburg-Vorpommern 2021 kandidierte sie als Direktkandidatin der FDP im Landtagswahlkreis Nordwestmecklenburg I sowie auf Platz 5 der Landesliste. Über die Landesliste erhielt sie ein Landtagsmandat.
Am 10. September 2024 verließ sie die FDP und wechselte zur CDU-Fraktion.